# Tout l’univers
A Tout l’univers (magyarul: Az egész univerzum) Gjon’s Tears svájci énekes dala, mellyel Svájcot képviselte a 2021-es Eurovíziós Dalfesztiválon Rotterdamban. A dal belső kiválasztás során nyerte el a dalversenyen való indulás jogát.

## Eurovíziós Dalfesztivál
2020. március 4-én vált hivatalossá, hogy a svájci műsorsugárzó Gjon’s Tears-t választotta ki az ország képviseletére a 2020-as Eurovíziós Dalfesztiválon. Március 18-án az Európai Műsorsugárzók Uniója bejelentette, hogy 2020-ban nem tudják megrendezni a versenyt a COVID–19-koronavírus-világjárvány miatt. A svájci műsorsugárzó jóvoltából az énekes lehetőséget kapott az ország képviseletére a következő évben egy új versenydallal. A dalt többtagú szakmai zsűri választotta ki, amelyet 2021. március 10-én mutattak be először a dalfesztivál hivatalos YouTube-csatornáján.
Az Eurovíziós Dalfesztiválon a dalt először a május 20-án rendezett második elődöntőben adták elő, a fellépési sorrendben tizenhatodikként, a lett Samanta Tīna The Moon Is Rising című dala után és a dán Fyr & Flamme Øve os på hinanden című dala előtt. Az elődöntőből az első helyezettként sikeresen továbbjutottak a május 22-i döntőbe, ahol fellépési sorrendben tizenegyedikként léptek fel, a görög Stefania Last Dance című dala után és az izlandi Daði og Gagnamagnið 10 Years című dala előtt. A szavazás során a zsűri szavazáson összesítésben első helyen végeztek 267 ponttal (Albániától, Belgiumtól, Dániától, Észtországtól, Finnországtól, Izlandtól, Izraeltől és Lettországtól maximális pontot kaptak), míg a nézői szavazáson hatodikak helyen végeztek 165 ponttal (Albániától maximális pontot kaptak), így összesítésben 432 ponttal a verseny harmadik helyezettjei lettek. A döntőben ezzel túlszárnyalták a 2019-es eredményüket, emellett utoljára huszonnyolc évvel ezelőtt, 1993-ban érték el ugyanezt a helyezést.

## Slágerlisták
| Slágerlista (2021)                   | Legjobb helyezés |
| ------------------------------------ | ---------------- |
| Belgium (Framand Ultratop 50)        | 50.              |
| Egyesült Királyság (UK Singles)      | 93.              |
| Finnország (Suomen virallinen lista) | 5.               |
| Hollandia (Holland Single Top 100)   | 16.              |
| Írország (IRMA)                      | 52.              |
| Litvánia (AGATA)                     | 9.               |
| Németország (GfK)                    | 86.              |
| Norvégia (VG-lista)                  | 36.              |
| Svájc (Schweizer Hitparade)          | 1.               |
| Svédország (Sverigetopplistan)       | 21.              |